# John Lauwereins
John Gustave Lauwereins (Oostende, 29 september 1909 - 10 juni 1985) was een Belgisch volksvertegenwoordiger en senator.

## Levensloop
Beroepshalve rekenplichtige, was Lauwereins een BSP-politicus.
Hij werd geboren onder de naam John Antierens en werd later erkend als John Lauwereins. Hij trouwde in 1931 in Oostende met Elza Grymonprez en in 1954 in Brussel met Suzanne Laloux.
Hij werd senator voor het arrondissement Oostende van 1961 tot 1965. In dat jaar werd hij volksvertegenwoordiger voor hetzelfde arrondissement en vervulde dit mandaat tot in 1971.
Hij werd verkozen tot gemeenteraadslid van Oostende in 1953. Hij was schepen van 1959 tot 1970. Van 25 maart 1966 tot 18 juni 1968 was hij waarnemend burgemeester, terwijl burgemeester Jan Piers deel uitmaakte van de Belgische regering.